# Traute Rose (Malerin)
Gertrud „Traute“ Rose (* 1903 als Gertrud Süssenbach; † 1989 in Bremerhaven) war eine deutsche Malerin und Fotografin. Bekannt wurde sie als Modell der Malerin Lotte Laserstein.

## Leben
Gertrud Süssenbach verbrachte ihre Kindheit in Berlin und absolvierte zunächst von 1926 bis 1928 eine Ausbildung in tänzerischer Gymnastik und Atemgymnastik bei Elsa Gindler und Ausdruckstanz bei Mary Wigman. Von 1928 bis 1930 lebte sie im Allgäu, bevor sie 1930 nach Berlin zurückkehrte. Dort folgte eine einjährige Ausbildung zur Fotografin, anschließend war sie freischaffend als Porträtfotografin tätig. 1925 lernte sie die angehende Malerin Lotte Laserstein kennen, der sie viele Jahre Modell saß. Durch diese Freundschaft begann Traute Rose selbst künstlerisch tätig zu werden.
Im Jahr 1933 heiratete sie den Schriftsteller Ernst Rose. Von 1942 bis 1944 weilte sie als Skilehrerin in Bad Hindelang. Nach dem Zweiten Weltkrieg folgte der Umzug nach Bederkesa, wo sie fortan künstlerisch freischaffend tätig war. Im Jahr 1956 zog das Ehepaar zunächst nach Langen und später nach Bremerhaven. Sie unternahm Studienreisen nach Italien, Schweden, Frankreich, Griechenland und Spanien und beschickte Ausstellungen in Bremerhaven und Worpswede.

## Freundschaft mit Lotte Laserstein
Traute Rose freundete sich ab 1925 mit Lotte Laserstein an und saß bis zu Lasersteins Emigration nach Schweden 1937 Modell. Laserstein inszenierte Rose in zahlreichen Gemälden als das neue weibliche Ideal der Weimarer Republik. Unter den Gemälden waren auch weibliche Akte, was Laserstein zu einer der ersten Malerinnen macht, die sich dieses Sujets annahm. Spekulationen darüber, ob die Beziehung über eine platonische Freundschaft hinausging, gehen aus Lasersteins Nachlass nicht hervor. Die Autorin Anne Stern hat diese Freundschaft in dem fiktiven Roman Meine Freundin Lotte festgehalten.